# Hervé Giraud
Hervé Jean Robert Giraud (ur. 26 lutego 1957 w Tournon-sur-Rhône) – francuski duchowny katolicki, w latach 2015–2024 arcybiskup Sens, biskup Viviers od 2024.

## Życiorys
Święcenia kapłańskie otrzymał 24 września 1985 i został inkardynowany do diecezji Viviers. Po studiach w Rzymie i Paryżu został wikariuszem w Privas, a następnie pracował w seminariach lyońskich. Był także krajowym kapelanem centrum przygotowań do małżeństwa.

### Episkopat
15 kwietnia 2003 papież Jan Paweł II mianował go biskupem pomocniczym archidiecezji lyońskiej, ze stolicą tytularną Silli. Sakry biskupiej udzielił mu 25 maja 2003 arcybiskup Lyonu - Philippe Barbarin.
13 listopada 2007 został biskupem koadiutorem diecezji Soissons. Pełnię rządów w diecezji objął 22 lutego 2008 po przejściu na emeryturę poprzednika.
5 marca 2015 papież Franciszek mianował go arcybiskupem Sens oraz ordynariuszem Prałatury terytorialnej Mission de France. Urząd arcybiskupa objął 19 kwietnia 2015. 
13 marca 2024 został mianowany biskupem diecezji Viviers zachowując tytuł arcybiskupa ad personam. 21 maja 2025 papież Leon XIV przyjął jego rezygnację z urzędu ordynariusza Prałatury terytorialnej Mission de France, odtąd jest jedynie biskupem Viviers.